# Tucson Weekly
Tucson Weekly je alternativní týdeník, který v roce 1984 založili Douglas Biggers a Mark Goehring. Jeho domovským sídlem je arizonský Tucson. Magazín patří do Association of Alternative Newsmedia. Biggers, jeden ze zakladatelů, byl až do roku 2000 editorem a vydavatelem novin. Pozice opustil v roce 2000, kdy noviny prodal společnosti Wick Communications. Později na postu editora působili Dan Huff, Carol Ann Bassett, James Reel, Michael Parnell, Dan Gibson, Jimmy Boegle a Mari Herreras. V týdeníku vycházel například komiks Red Meat.